# Lepilemur fleuretae
Lepilemur fleuretae is een zoogdier uit de familie van de wezelmaki's (Lepilemuridae). De wetenschappelijke naam van de soort werd voor het eerst geldig gepubliceerd door Louis et al. in 2006. De soort is genoemd naar Fleurete Andriantsilavo, de voormalige secretaris-generaal van de MINENVEF, die veel heeft gedaan aan de bescherming van de natuur van Madagaskar. 

## Kenmerken
L. fleuretae is een middelgrote, grijze wezelmaki. Het gewicht bedraagt 0,80 kg. De oogleden zijn wat lichter van kleur dan de rest van het gezicht. Over de rug loopt een vage streep. De buik is bruingrijs. De staart is roodgrijs en wordt naar de punt toe geleidelijk donkerder.

## Verspreiding
De soort komt voor in het Manangotry-gebied (tussen de rivieren Mandrare en Mananara) op Madagaskar. De verspreiding van deze soort grenst aan die van L. jamesi, L. wrighti en de witvoetwezelmaki (L. leucopus), maar hij is nauwer verwant aan de gewone wezelmaki (L. mustelinus).
Lepilemur aeeclis · Lepilemur ahmansoni · Lepilemur ankaranensis · Lepilemur betsileo · Grijsrugwezelmaki (Lepilemur dorsalis) · Milne-Edwards wezelmaki (Lepilemur edwardsi) · Lepilemur fleuretae · Lepilemur grewcocki · Lepilemur hollandorum · Lepilemur hubbardi · Lepilemur jamesi · Witvoetwezelmaki (Lepilemur leucopus) · Kleintandwezelmaki (Lepilemur microdon) · Lepilemur milanoii · Grote wezelmaki (Lepilemur mustelinus) · Lepilemur otto · Lepilemur petteri · Lepilemur randrianasoloi · Roodstaartwezelmaki (Lepilemur ruficaudatus) · Lepilemur sahamalaza · Lepilemur scottorum · Lepilemur seali · Noordelijke wezelmaki (Lepilemur septentrionalis) · Lepilemur tymerlachsoni · Lepilemur wrighti